# Wrocław Kopernikus Lufthavnen
Wrocław Kopernikus Lufthavnen (polsk: Port Lotniczy Wrocław im. Mikołaja Kopernika) er en international lufthavn ved Wrocław i det sydvestlige Polen. Lufthavnen er placeret 10 km sydøst fra centrum. Lufthavnen har én landingsbane, 2 passagererterminaler og 1 fragtterminal.
Lufthavnen har indviet en ny terminal 11.03.2012, hvilket blandt andet har medført, at Ryanair har placeret en base i lufthavnen.

## Flyselskaber og destinationer
- Ryanair flyver til Malmö Airport og SAS til Københavns Lufthavn.

## Historie
Lufthavnen blev bygget i 1938 til militære formål af Tyskland, som Wrocław (dengang Breslau) var en del af før krigen. Herefter blev den anvendt i en kortere periode af USSR, inden den i 1945 blev tillagt civile formål.
I 1992 blev lufthavnen privatiseret og oprettet som en selvstændig enhed. I 2005 fik den sit nuværende navn, hvor den blev opkaldt efter Nicolaus Kopernikus. I de senere år har lufthavnen oplevet store stigninger i antallet af ruter og passagerer som følge af indtræden i luftrummet i EU og lavprisselskabernes indtog i Polen. Sidstnævnte skyldes især stigende udenlandske investeringer i Polen, stigende turisme samt vækst i polsk arbejdskraft i andre dele af EU.
51°06′10″N 16°53′09″Ø / 51.10278°N 16.88583°Ø